# ゴールデンデリシャス
‘ゴールデンデリシャス’（英: ‘Golden Delicious’）は、アメリカ合衆国原産の黄色いリンゴ（セイヨウリンゴ）の栽培品種の1つである（図1）。19世紀末におそらく‘グライムスゴールデン’と‘Golden Reinette’との交配によって偶然生まれ、1914年にスターク商会がその権利を買い取り、‘ゴールデンデリシャス’と命名した。果実は中型、果皮は黄色でサビ（果皮のコルク化）が生じやすい。果肉はやや柔らかく、果汁が多く、甘酸適和である。世界中で生産されている主要品種の1つである。品種親として極めて優れており、‘ガラ’、‘クリップスピンク’、‘ジョナゴールド’、‘つがる’、‘王林’、‘陸奥’などの親となった。

## 特徴
樹姿は開張性、樹勢は中程度。晩霜に耐性がある。自家不和合性に関わるS遺伝子型はS2S3である。比較的若い頃から果実をつけ、豊産性であるが、隔年結果性を示すこともある。黒星病やさび病にかかりやすい。火傷病や癌腫病、褐色腐朽病にもややかかりやすい。うどんこ病には耐性がある。果実にビターピットが生じやすい。中生から晩生品種であり、日本での収穫は10月。
果実は中型、重さは250–350グラム、円形から長円形、やや円錐形。わずかに畝があることが多い。果皮は熟すと緑色を帯びた黄色だが、光が当たっていた部分が赤みを帯びることがある（上図1, 2）。湿度が高い環境で生育したものは、果皮が赤褐色になる傾向がある。果点（コルク化した気孔の痕）は赤褐色で目立ち（上図2b）、またサビ（果皮の部分的なコルク化）が出やすいが（上図2c）、有袋栽培ではこれらは目立たない。果肉は黄白色（上図2c）、緻密でやや柔らかく、果汁が多く、甘味が強く、甘酸適和である。芳香がある。貯蔵性は高くなく、軟化しやすい。
生食されるが、アップルソースなど調理用に利用されることもある。またシードルの原料ともされる。

## 生産
‘ゴールデンデリシャス’は世界中で生産されている。特にヨーロッパでは生産量が多く、2022–2023年の生産量は品種別で第1位、101,884,939ブッシェルで全体の16.1%を占めていた。同じく2022–2023年の米国における‘ゴールデンデリシャス’の生産量は15,397,947ブッシェルであり、全体の約6.3%、品種別では第6位であった。

## 歴史

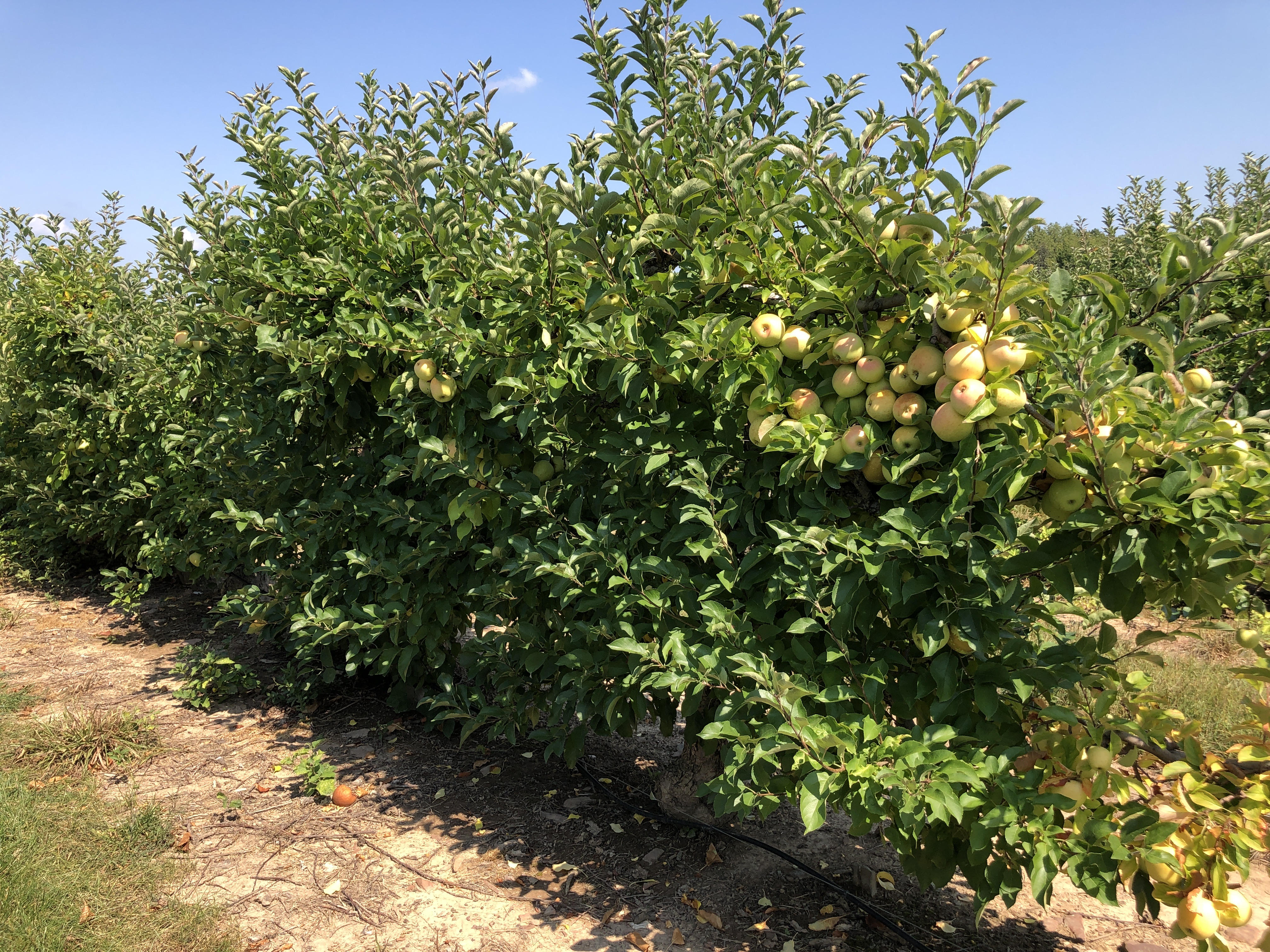
3. ‘ゴールデンデリシャス’の果樹（米国ニューヨーク州）

1891年、米国ウェストバージニア州クレイ郡の農場で、1本のリンゴの若木が見つかった。この周囲には4本のリンゴの木が生えていたが、この若木は、おそらく‘グライムスゴールデン’ (‘Grimes Golden’) と‘Golden Reinette’の交配に由来すると考えられている。この木は成長してやがて素晴らしい実をつけ、周囲で評判となった。1914年、この地の農場主であったアンダーソン・マリンズ (Anderson Mullins) は、この果実を著名な種苗会社であるスターク商会に送った。現地を訪れてこの果実を確認したスターク商会の経営者であったポール・スターク (Paul Stark) は、この木のすべての権利と土地を買い取った。スターク商会は、この品種を‘ゴールデンデリシャス’と命名した（下記参照）。‘ゴールデンデリシャス’は1920年代には米国中で栽培されるようになり、短期間で最も著名なリンゴ品種の1つとなった。
ウェストバージニア州は、1955年に‘ゴールデンデリシャス’を州の果物に指定している。またウェストバージニア州クレイ郡では、1973年から毎年、ゴールデンデリシャス・フェスティバルを開催している。
日本では、1923年に青森県苹果試験場試験場（現 地方独立行政法人青森県産業技術センターりんご研究所）が導入した。かつては日本でも多く栽培されていたが、果実にサビが出やすいなど生産性がよくなく、またサビを抑えるために過度に袋かけをして食味が悪くなったものが出荷されたため1970年代の後半から次第に減産し、1991年には農林統計から消えた。2021年の栽培面積は約5ヘクタールとされる。

### 名称
この品種は、当初は‘Annit Apple’や‘Mullins' Seedling’、‘Mullins' Yellow Seedling (マリンズ・イエロー・シードリング)’とよばれた。1914年にスターク商会が権利を買い取ると、すでに著名であった自社の品種である‘デリシャス (Delicious)’に合わせてこの品種を‘スタークゴールデンデリシャス (Stark's Golden Delicious)’と名付け、さらに‘ゴールデンデリシャス (Golden Delicious)’と改名した。それに伴い、それまで‘デリシャス’と呼んでいた品種を‘レッドデリシャス’と改名した。‘デリシャス/レッドデリシャス’と‘ゴールデンデリシャス’は本来無関係な品種であるが、このような理由で似た品種名をもつ。またこのような改名の過程では、‘Arany Delicious’ともよばれた。1914年以降にスターク商会の許可なく栽培されたものは、‘Yellow Delicious’ともよばれた。‘Early Golden’、‘Delicios auriu’、‘Zlatna prevazhodna’、‘Zolotoe prevoshodnoe’ともよばれる。

## 派生品種

### 枝変わり
リンゴは接ぎ木によって増やすため、同じ品種は遺伝的に同一なクローンであるが、まれに分裂組織に突然変異が起こって枝など木の一部が他と異なる性質を示すことがあり、「枝変わり」とよばれる。‘ゴールデンデリシャス’の枝変わりに由来する品種として、‘Clear Gold’（下図4a）、‘Courtagold’（下図4b）、‘Doud Golden Delicious’（下図4c）、‘Ed Gould Golden’（下図4d）、‘Elbee’（下図4e）、‘Golden Auvilspur’（下図4f）、‘Golden Delicious Horst No.2’、‘Golden Morspur’、‘Goldensheen’、‘Goldspur’、‘Lemon Pippin’、‘Lysgolden’（下図4g）、‘Merrigold’、‘Penco’、‘Razor Russet’、‘Starkspur Golden Delicious’、‘Smoothee’（下図4h）、‘Testerspur Golden Delicious’などがある。

### 交配
‘ゴールデンデリシャス’は極めて優良な品種親であり、これを親木とする品種が非常に多く作出されている。
‘ゴールデンデリシャス’を種子親としたものとして、‘あかぎ’（花粉親は‘紅玉’）、‘アキタゴールド’（花粉親は‘ふじ’）、‘Ambrosia’（花粉親は‘ジョナゴールド’または‘スターキングデリシャス’）、‘Arlet’（花粉親は‘アイダレッド’）、‘Chantecler’（花粉親は‘Reinette Clochard’）、‘Charden’（花粉親は‘Reinette Clochard’）、‘Chehalis’（花粉親は不明）、‘クリップスピンク’（花粉親は‘レディウィリアムズ’）、‘Criterion’（花粉親は‘レッドデリシャス’）、‘Dalitron’（花粉親は‘Pilot’）、‘Delblush’（商品名は‘Tentation’、花粉親は‘Grifer’）、‘Dorsett Golden’（花粉親は不明）、‘Dukat’（花粉親は‘コックスオレンジピピン’）、‘Dukat Spur’（花粉親は‘コックスオレンジピピン’）、‘Elstar’（花粉親は‘Ingrid Marie’）、‘Estivale’（花粉親は‘Jonagrimes’）、‘Freyberg’（花粉親は‘コックスオレンジピピン’）、‘Ginger Gold’（花粉親は‘Albemarle Pippin’）、‘ゴールデンメロン’（花粉親は‘印度’）、‘Goldjon’（花粉親は‘紅玉’）、‘GoldRush’（花粉親は不明）、‘Goro’（花粉親は‘Schweizer Orange’）、‘Greensleeves’（花粉親は‘James Grieve’）、‘はるか’（花粉親は‘スターキングデリシャス’）、‘弘大みさき’（花粉親は‘弘大1号’）、‘Honeygold’（花粉親は‘Haralson’）、‘ジョナゴールド’（花粉親は‘紅玉’）、‘Jonagored Supra’（花粉親は‘紅玉’）、‘金星’（花粉親はおそらくデリシャス系品種）、‘紅月’（花粉親は‘紅玉’）、‘Cloden’（花粉親は‘Reinette Clochard’）、‘Magnolia Gold’（花粉親は不明）、‘陸奥’（花粉親は‘印度’）、‘Nugget’（花粉親は不明）、‘Odin’（花粉親は‘Ingrid Marie’）、‘Opal’（花粉親は‘Topaz’）、‘王鈴’（花粉親は‘レッドデリシャス’）、‘王林’（花粉親は‘印度’）、‘Ozark Gold’（花粉親は‘A1291’）、‘Priolov Delises’（花粉親は‘Yellow April’）、‘Red Baron’（花粉親は‘Duchess of Oldenburg’）、‘レッドゴールド’（花粉親は‘リチャードデリシャス’）、‘Rubinette’（花粉親は‘コックスオレンジピピン’）、‘清明’（花粉親は‘ふじ’）、‘シナノゴールド’（花粉親は‘千秋’）、‘シナノドルチェ’（花粉親は‘千秋’）、‘シナノピッコロ’（花粉親は‘あかね’）、‘Sinta’（花粉親は‘グライムスゴールデン’）、‘静香’（花粉親は‘印度’）、‘Skinlite’（花粉親は‘Collins’）、‘Spigold’（花粉親は‘Red Spy’）、‘Suncrisp’（花粉親は‘Cortland’ × ‘Cox’）、‘Sungold’（花粉親は‘レッドデリシャス’）、‘Sundowner’（花粉親は‘レディウィリアムズ’）、‘Telstar’（花粉親は‘キッズオレンジレッド’）、‘東光’（花粉親は‘印度’）、‘つがる’（花粉親は‘紅玉’）、‘陽光’（花粉親は不明）などがある。
一方で、‘ゴールデンデリシャス’を花粉親としたものとして、‘Falstaff’（種子親は‘James Grieve’）、‘ガラ’（種子親は‘キッズオレンジレッド’）、‘はつあき’（種子親は‘紅玉’）、‘Herefordshire Russet’（種子親は‘Cox’）、‘弘大1号’（種子親は‘スターキングデリシャス’）、‘Imperial Gala’（種子親は‘キッズオレンジレッド’）、‘Ingol’（種子親は‘Ingrid Marie’）、‘Ivette’（種子親は‘コックスオレンジピピン’）、‘Nittany’（種子親は‘York Imperial’）、‘Pinova’（種子親は‘Clivia’）、‘Polka’（種子親は‘Wijcik McIntosh’）、‘Red Falstaff’（種子親は‘James Grieve’）、‘Red Prince’（種子親は‘紅玉’）、‘Rubin’（種子親は‘Lord Lambourne’）、‘世界一’（種子親は‘レッドデリシャス’）、‘Shin Indo’（種子親は‘印度’）、‘Spigold’（種子親は‘Rodluvan’）、‘Spencer’（種子親は‘マッキントッシュ’）、‘Summerland’（種子親は‘マッキントッシュ’）、‘Sunrise’（種子親は‘マッキントッシュ’）、‘Virginia Gold’（種子親は‘Newtown Pippin’）などがある。